# Two (album de Bob James)
Pour les articles homonymes, voir Two.
Albums de Bob James
One
(1974) Three
(1976)
Two est un album de Bob James

## Liste des titres
1. Take Me To The Mardi Gras
2. I Feel A Song (In My Heart)
3. The Golden Apple
4. Farandole (L'arlesienne Suite#2)
5. You're As Right As Rain
6. Dream Journey

## Musiciens
- Bob James : piano électrique, orgue, synthétiseur
- Eric Gale : guitare, guitare basse
- Richie Resnicoff : guitare
- Gary King : guitare basse
- Steve Gadd : Batterie
- Andrew Smith : batterie
- Arthur Jenkins : Percussion
- Ralph MacDonald : Percussion
- Hubert Laws : Flûte
- Eddie Daniels : clarinette